# 本-古里安机场站
本-古里安机场站（羅馬化：Tahanat HaRakevet Nemal HaTe'ufa Ben Gurion）是以色列铁路位于本-古里安国际机场3号航站楼地下的铁路车站。车站于2004年10月20日随3号航站楼开通。车站有特拉維夫－耶路撒冷鐵路经过，西北侧通往特拉维夫，东南侧通往耶路撒冷，并设有往莫迪因马加比勒特的支线和卢德的联络线。

## 车站结构
| 1站台    | → 纳哈里亚-莫迪因 下行列车往莫迪因中央车站（帕提莫迪因） → → 赫兹利亚-耶路撒冷下行列车往耶路撒冷 （终点） → → 宾亚米纳-耶路撒冷 下行列车往耶路撒冷 （终点、部分列车） → |
| 岛式站台 | |
| 2站台    | ← 纳哈里亚-莫迪因 往纳哈里亚（特拉維夫-哈哈甘納） ← 赫兹利亚-耶路撒冷 往赫兹利亚（特拉維夫-哈哈甘納） ← 宾亚米纳-耶路撒冷 往宾亚米纳（特拉維夫-中央、部分列车）         |

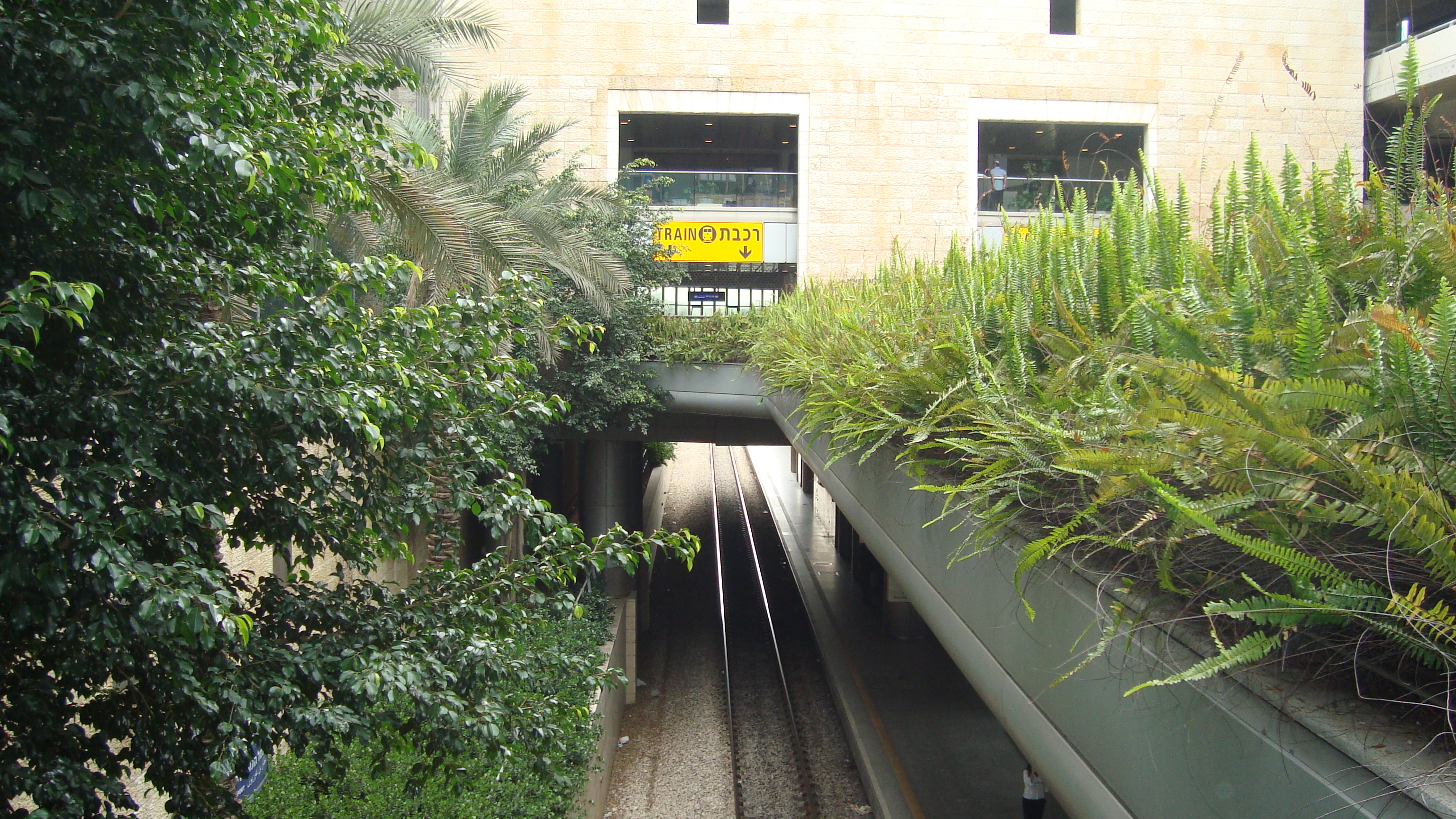
从站厅眺望股道
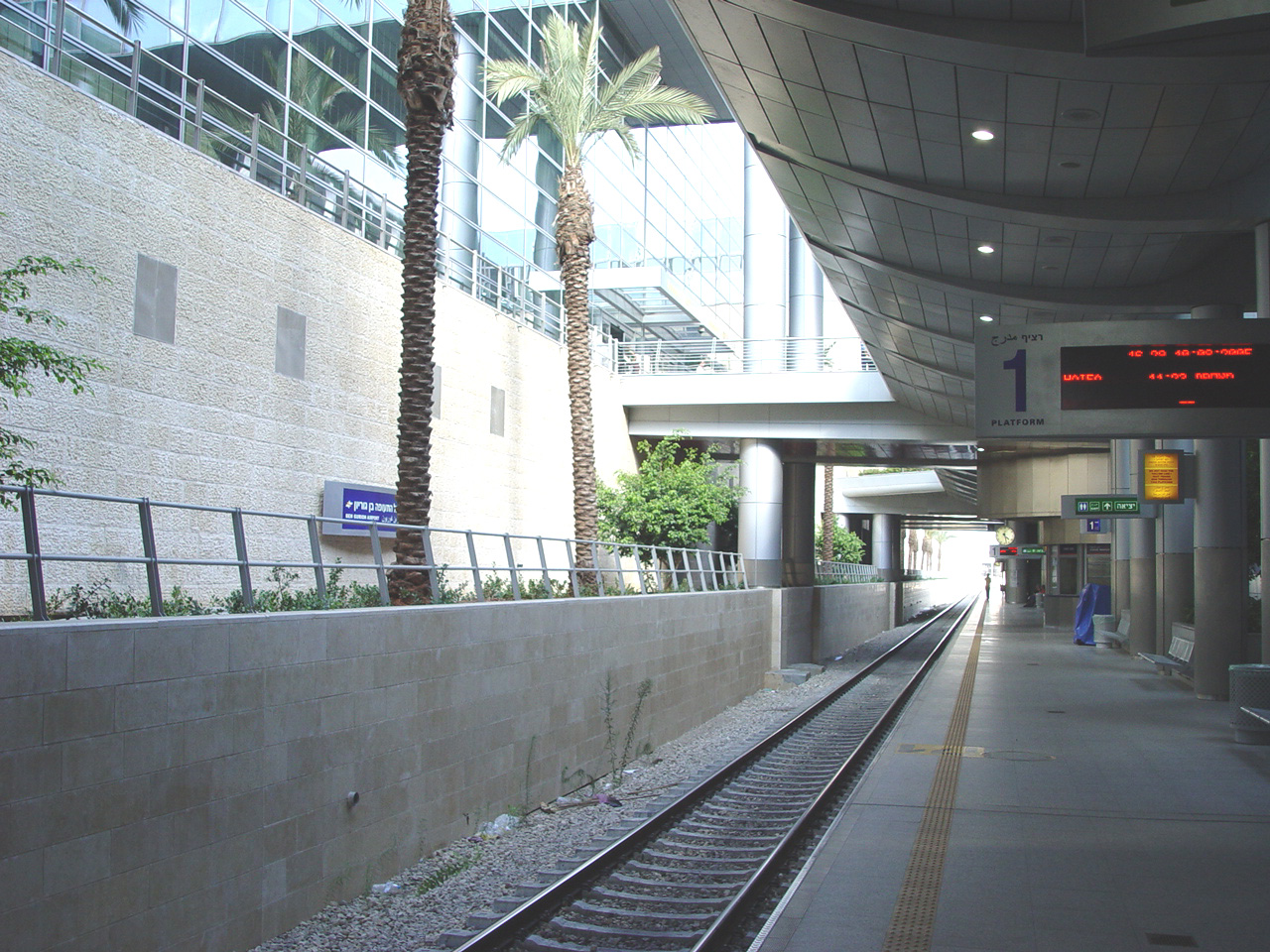
车站站台
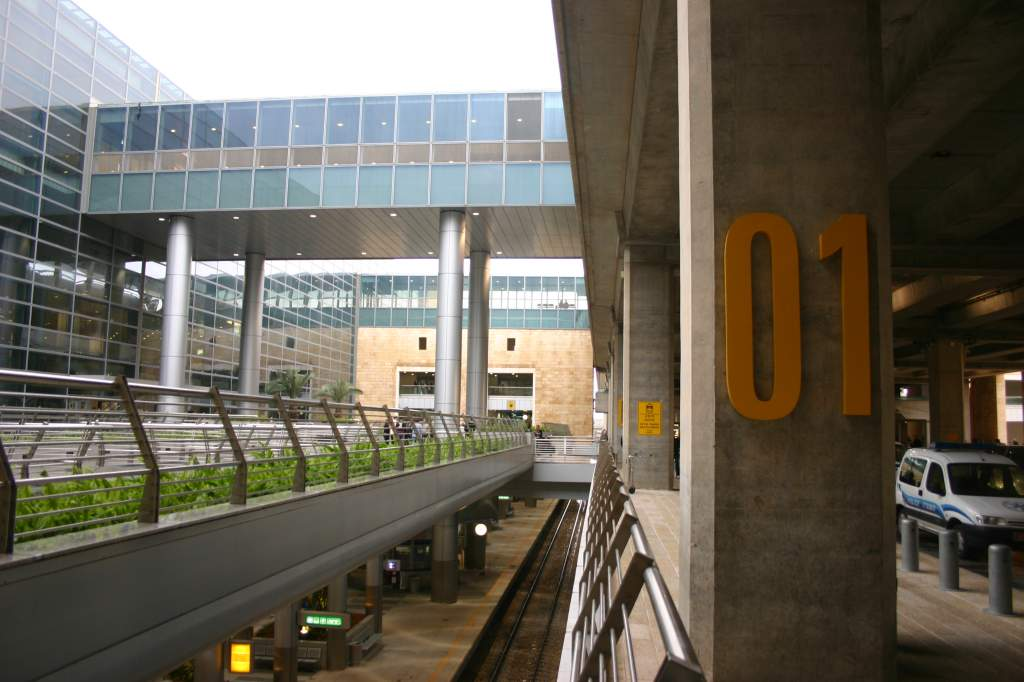
从航站楼眺望车站